# Шкорбатов Микола Андрійович
Микола Андрійович Шкорбатов (1888, Курська губернія — березень 1940, Бишкинь, Сумська область) — український лівий есер, делегат Всеросійських Установчих зборів.

## Біографія
Микола Шкорбатов з'явився на світ у 1888 році в селі Ново-Троїцьке Рильського повіту (Курська губернія) в родині почесного громадянина і вчителя Андрія Шкорбатова. Микола навчався в Харківському реальному училищі, але був виключений в 1905 році за участь в страйках і демонстраціях в період Першої російської революції. Пізніше йому вдалося закінчити училище екстерном.
Микола Андрійович почав свій трудовий шлях з роботи на цукровому заводі. У 1907 році він вступив до Варшавський політехнічний інститут, але був виключений за участь у страйках (1909). У 1910 році йому вдалося перейти на сільськогосподарське відділення Київського політехнічного інституту, після закінчення якого він служив дільничним земським агрономом в місті Лебедин.
В 1917 році Микола Шкорбатов приєднався до українських есерів. Він став товаришем (заступником) голови повітової Ради селянських депутатів, начальником місцевої повітової міліції, був обраний членом Лебединського демократичного Громадського Комітету (який змінив земське зібрання), а також гласним міської думи в Харкові. У тому ж році він обрався у члени Установчих зборів по Харківському виборчому округу від лівих українських есерів, а також Ради селянських депутатів (список № 5 «Земля і Воля»). 5 січня 1918 року Микола Андрійович став учасників знаменитого засідання-розгону Зборів.
Згодом Шкорбатов входив до складу повітового революційного комітету (ревкому). Під час німецької окупації (1918) він був заарештований, але втік із Сумської тюрми. Повернувшись з військами червоних, він знову став повітовим агрономом. У радянські роки Микола Шкорбатов часто міняв місця служби, був «лишенцем» (з 1928 року) і піддавався репресіям. Помер у березні 1940 року в селі Бишкинь (Сумська область).

## Родина
Брат — Леонід Андрійович Шкорбатов.
Дружина — Катерина Миколаївна Литвиненко.